# Procés exotèrmic

Diagrama de procés exotèrmic

En termodinàmica, un procés exotèrmic ( del grec antic, tèrmic enfora) és un procés o reacció termodinàmica que allibera energia del sistema al seu entorn, generalment en forma de calor, però també en forma de llum (per exemple, una espurna, flama o flaix), electricitat (p. ex. una bateria) o so (p. ex. explosió escoltada en cremar hidrogen). El terme exotèrmic va ser encunyat per primera vegada pel químic francès del segle XIX Marcellin Berthelot.
El contrari d'un procés exotèrmic és un procés endotèrmic, aquell que absorbeix energia, generalment en forma de calor. El concepte s'aplica sovint a les ciències físiques a les reaccions químiques on l'energia d'enllaç químic es converteix en energia tèrmica (calor).

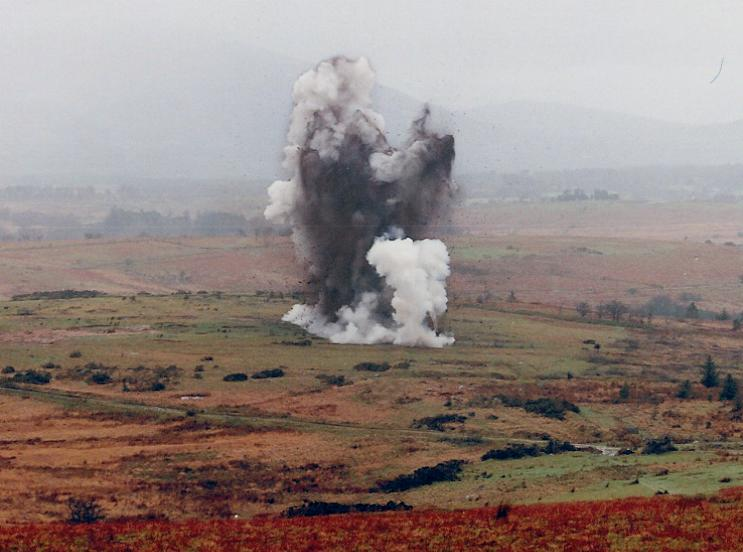
Les explosions són algunes de les reaccions exotèrmiques més violentes.

## Dos tipus de reaccions químiques
L'exotèrmica i l'endotèrmica descriuen dos tipus de reaccions o sistemes químics que es troben a la natura, de la següent manera:

### Exotèrmic
Una reacció exotèrmica es produeix quan s'allibera calor a l'entorn. Segons la IUPAC, una reacció exotèrmica és "una reacció per a la qual el canvi d'entalpia estàndard global Δ H ⚬ és negatiu". Alguns exemples de processos exotèrmics són la combustió de combustible, la condensació i la fissió nuclear, que s'utilitza a les centrals nuclears per alliberar grans quantitats d'energia.

### Endotèrmica
En una reacció o sistema endotèrmic, l'energia es pren de l'entorn en el transcurs de la reacció, generalment impulsada per un augment favorable d'entropia en el sistema. Un exemple de reacció endotèrmica és una compresa freda de primers auxilis, en què la reacció de dues substàncies químiques, o la dissolució d'una en una altra, requereix calories de l'entorn, i la reacció refreda la bossa i l'entorn absorbint-ne la calor.
La fotosíntesi, el procés que permet a les plantes convertir el diòxid de carboni i l'aigua en sucre i oxigen, és un procés endotèrmic: les plantes absorbeixen l'energia radiant del sol i l'utilitzen en un procés endotèrmic, en cas contrari, no espontani. L'energia química emmagatzemada es pot alliberar pel procés invers (espontani): combustió del sucre, que dóna diòxid de carboni, aigua i calor (energia radiant).

## Alliberament d'energia
L'exotèrmica es refereix a una transformació en la qual un sistema tancat allibera energia (calor) a l'entorn, expressada per
{\displaystyle Q>0.}
Quan la transformació es produeix a pressió constant i sense intercanvi d'energia elèctrica, la calor Q és igual al canvi d'entalpia, és a dir
{\displaystyle \Delta H<0,}
mentre que a volum constant, segons la primera llei de la termodinàmica equival al canvi d'energia interna (U), és a dir
{\displaystyle \Delta U=Q+0>0.}
En un sistema adiabàtic (és a dir, un sistema que no intercanvia calor amb l'entorn), un procés altrament exotèrmic provoca un augment de la temperatura del sistema.
En les reaccions químiques exotèrmiques, la calor que s'allibera per la reacció pren la forma d'energia electromagnètica o energia cinètica de les molècules. La transició dels electrons d'un nivell d'energia quàntica a un altre fa que s'alliberi llum. Aquesta llum és equivalent en energia a part de l'energia d'estabilització de l'energia per a la reacció química, és a dir, l'energia d'enllaç. Aquesta llum que s'allibera pot ser absorbida per altres molècules en solució per donar lloc a translacions i rotacions moleculars, que donen lloc a la comprensió clàssica de la calor. En una reacció exotèrmica, l'energia d'activació (energia necessària per iniciar la reacció) és menor que l'energia que s'allibera posteriorment, de manera que hi ha un alliberament net d'energia.

## Exemples
Alguns exemples de processos exotèrmics són:
- Combustió de combustibles com la fusta, el carbó i el petroli / petroli
- La reacció de la termita[13]
- La reacció de metalls alcalins i altres metalls altament electropositius amb l'aigua
- Condensació de la pluja a partir del vapor d'aigua
- Mescla d'aigua i àcids forts o bases fortes
- La reacció d'àcids i bases
- Deshidratació dels hidrats de carboni per àcid sulfúric
- La presa de ciment i formigó
- Algunes reaccions de polimerització com la fixació de la resina epoxi
- La reacció de la majoria de metalls amb halògens o oxigen
- Fusió nuclear en bombes d'hidrogen i en nuclis estel·lars (a ferro)
- Fissió nuclear d'elements pesants
- La reacció entre zinc i àcid clorhídric
- Respiració (descomposició de la glucosa per alliberar energia a les cèl·lules)